# Bärenturm (Coburg)

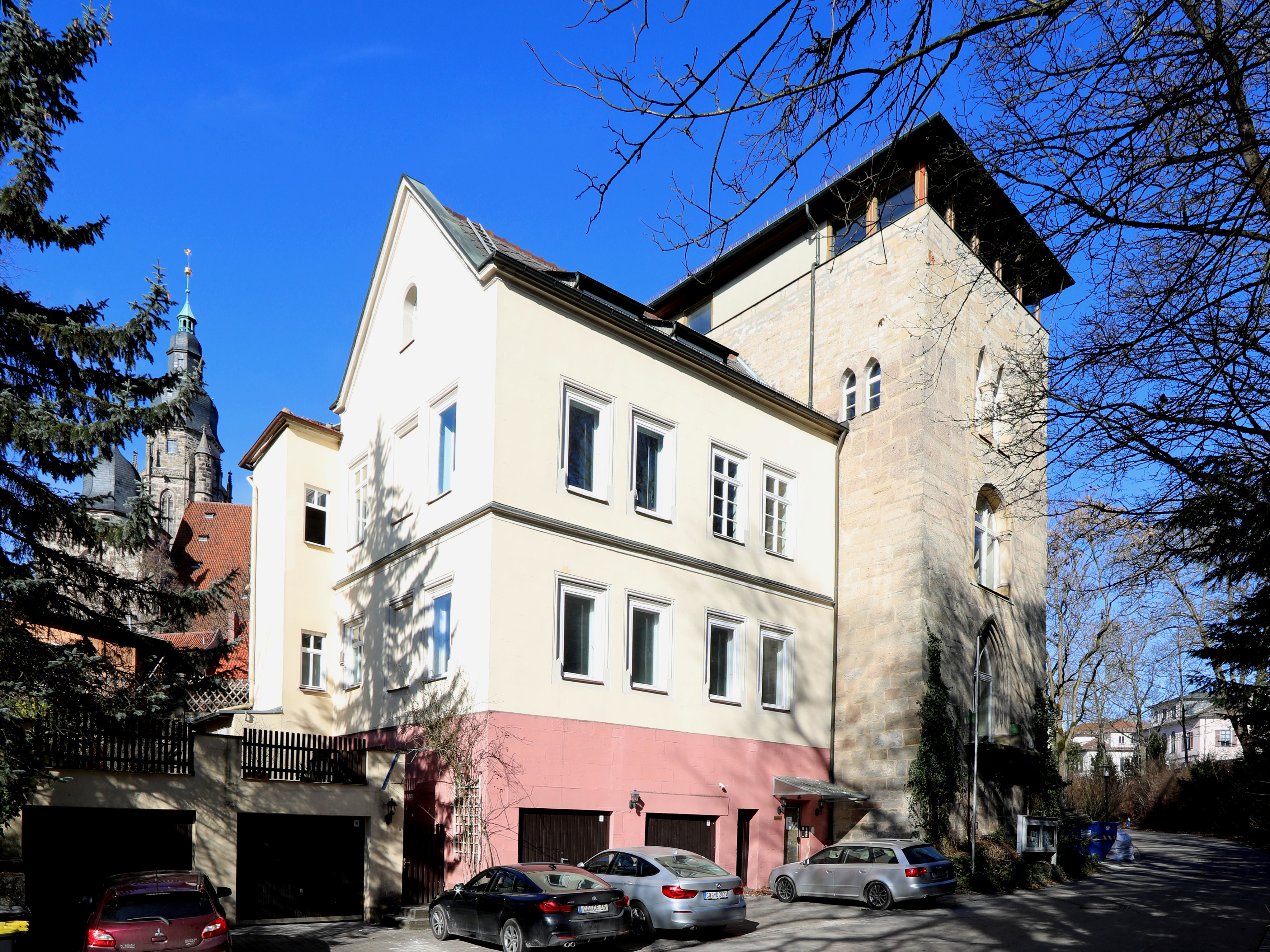
Bärenturm, Untere Anlage 2 in Coburg

Der Bärenturm gehört zu einem dreiteiligen, denkmalgeschützten Gebäudekomplex in der oberfränkischen Stadt Coburg mit der Adresse Untere Anlage 2. Der ehemalige Wehrturm hat einen Kern aus dem 13. oder 14. Jahrhundert und war Teil der Stadtbefestigung.

## Geschichte
Der Bärenturm entstand als Teil der in der zweiten Hälfte des 13. Jahrhunderts gebauten Stadtbefestigung am südöstlichen Knickpunkt. Der sogenannte Alte Turm wurde 1466 als Schalenturm mit offener Rückseite erneuert und diente anschließend als Pulverdepot (Pulverturm). Im Jahr 1822 veranlasste Herzog Ernst I. im Umgriff des Bärenturmes eine Umgestaltung des Stadtgrabens mit dem sogenannten Philosophenweg und einer Felsenkulisse. Als Zugang der Hofgesellschaft und der herzoglichen Familie von Schloss Ehrenburg zur offenen Reitbahn am Glockenberg wurde eine Gitterholzbrücke über den Stadtgraben errichtet. Im selben Jahr wurden zeitweise im Untergeschoss des Turmes zwei Bären gehalten, worauf sich der Name des Bauwerks zurückführen lässt. Nach einem Einsturz des Turmes erfolgte 1835 der Wiederaufbau und 1841 wurde die Holzbrücke und die Felsenkulisse abgebrochen.
Im Jahr 1843 ließ sich der Geheime Konsistorialrat Johann Christoph Florschütz den Turm mit Anbauten zu seinem Wohnhaus umbauen. Vermutlich entstanden die beiden Flügelbauten durch Carl Friedrich Wilhelm Streib. Max Frommann ersetzte 1906 ein kleines Pyramidendach auf dem Turm durch ein hohes Walmdach mit Schleppgauben. Im Jahr 1952 wurde im westlichen Anbau das Dachgeschoss ausgebaut und 1956 im östlichen Anbau. In den 1960er Jahren erfolgten im westlichen Flügel der Einbau von zwei Garagen und eine neue Erschließung über eine Tür neben der Garage mit einer Innentreppe zwischen Keller- und Erdgeschoss anstelle einer Außentreppe. Die Dachkonstruktion des Turmes ließ der Eigentümer 1970 neu bauen. Auf eine erhöhte Traufe wurde ein Zeltdach mit einem Fensterband gesetzt. An der Turmnordseite entstand 1973 der Um- bzw. Neubau des Treppenhauses. Im Jahr 2001 wurde ein zweigeschossiger nördlicher Anbau am Wohnhaus errichtet. In dem Anwesen sind Wohnungen untergebracht. Den Antrag des Eigentümers von 2018 einen über 20 Meter hohen Erweiterungsanbau für Wohnungen zu errichten lehnte die Stadt aus Gründen des Denkmalschutzes ab.

## Baubeschreibung
Der dreigeschossige Bärenturm steht im Zentrum des Gebäudekomplexes. Er hat einen rechteckigen Grundriss mit 8,3 Meter Breite und 9,7 Meter Länge. Das Mauerwerk ist rund 15 Meter hoch und bis 1,6 Meter dick. Die Fassade des Turmes besteht aus behauenen Sandsteinquadern und weist in den Fensterformen sowie eisernen Balkongittern neugotisches Dekor auf. An den Seitenfronten befinden sich kleinere Öffnungen, die ursprünglich auf den Wehrgang der Stadtmauer führten.
Im stumpfen Winkel flankieren zwei zweigeschossige, verputzte Fachwerkhäuser mit Satteldächern auf einem hohen Sockelgeschoss aus Sandstein den Turm. Im Sockelgeschoss sind Garagen eingebaut. Einfache Fensterrahmungen und ein Trenngesims zwischen den Obergeschossen gliedern die Fassaden der traufständigen Anbauten mit ihren vier Fensterachsen. Die Giebelseiten haben jeweils drei Fensterachsen. Zusätzliche Zierformen am Obergeschoss schmücken die nördliche Giebelfront.